# Sto dni reform
Sto dni reform (chiń. upr. 百日维新; chiń. trad. 百日維新; pinyin bǎirì wéixīn; reformy roku Wuxu, chiń. upr. 戊戌变法; chiń. trad. 戊戌變法; pinyin wùxū biànfǎ) – zakończony fiaskiem 104-dniowy ruch reformatorski w cesarskich Chinach. Ruch trwał od 11 czerwca do 21 września 1898 roku, podjęty został przez młodego cesarza Guangxu i reformatorów takich jak Kang Youwei, Tan Sitong, czy Liang Qichao. Próba reform zakończyła się zamachem stanu, dokonanym przez potężne konserwatywne stronnictwo pod przewodnictwem cesarzowej wdowy Cixi i uwięzieniem cesarza w areszcie domowym.

## Tło historyczne
Klęska poniesiona w wojnie z Japonią z lat 1894-1895 była szokiem dla Chin, obnażając słabość rządów qingowskich. Dużo mniejsza i zależna od Państwa Środka Japonia była zawsze postrzegana w Chinach jako kraj niższej kategorii, a jej armia nie dorównywała chińskiej ani liczebnością, ani uzbrojeniem. Tymczasem odniosła w tej wojnie całkowite zwycięstwo, unicestwiając budowaną przez kilka lat chińską flotę. Na mocy traktatu pokojowego z Shimonoseki Chiny musiały odstąpić Japonii Tajwan i Peskadory, zwierzchność nad Koreą i wypłacić kontrybucję w wysokości 230 mln taeli, równającą się trzyletnim dochodom państwa. Co więcej porażka w tej wojnie spowodowała wzrost wpływów obcych mocarstw, szczególnie Rosji i Niemiec, które korzystając ze słabości Chin zaczęły zdobywać sobie eksterytorialne koncesje (Wlk. Brytania dołączyła Kowloon do Hongkongu i zajęła Weihaiwei, Niemcy – Jiaozhou).

## Przebieg
W 1898 roku Kang Youwei wystosował drugi memoriał do cesarza Guangxu. Pierwszy memoriał z 1888 roku nie został cesarzowi przedstawiony. Tym razem jego apel spotkał się z aprobatą cesarza. Kang został zaproszony na audiencję u cesarza. Zachwycony pomysłami Kanga młody cesarz dokonał swoistego zamachu stanu, odsuwając od władzy konserwatywnych mandżurskich urzędników i otaczając się młodymi reformatorami ze środowiska Kanga. W ten sposób rozpoczął się okres Stu dni reform, wzorowanych na japońskich reformach z okresu Meiji.
Między 11 czerwca a 21 września 1898 ukazało się ponad czterdzieści cesarskich dekretów. Zapowiadały one m.in. reformę systemu egzaminów urzędniczych, wolność prasy, ustanowienie centralnego budżetu, zniesienie stanowisk synekuralnych, budowę sieci kolei, kopalni i nowoczesnych szkół.
Opozycja wobec reformatorów skupiła się wokół konserwatywnej elity rządzącej, głównie mandżurskiej, która uznała reformy za zbyt radykalne, proponując bardziej umiarkowane i długotrwałe zmiany. Byli wspierani przez ultrakonserwatywne elity w postaci m.in. Zhang Zhidonga, a ciche wsparcie gwarantował im Yuan Shikai i cesarzowa wdowa Cixi. O świcie 21 września 1898 roku przeciwnicy reform zorganizowali zamach stanu. Młodego cesarza Guangxu internowano z rozkazu cesarzowej na południowej wyspie pałacowego jeziora, gdzie przebywał aż do śmierci w 1908 roku. Cixi została regentką przejmując w ten sposób realną władzę w kraju. Sto dni reform zakończyło się odwołaniem edyktów wydanych przez Guangxu oraz egzekucją sześciu reformatorów, nazwanych później "sześcioma męczennikami". Byli to: Tan Sitong, Kang Guangren (brat Kang Youweia), Lin Xu, Yang Shenxiu, Yang Rui, oraz Liu Guangdi. Dwóch liderów ruchu, Kang Youwei oraz jego uczeń Liang Qichao, uszło z życiem, uciekając do Japonii. Kang udał się następnie do USA, a później Kanady, gdzie w 1899 założył Stowarzyszenie Obrony Cesarza, domagające się wprowadzenia w Chinach monarchii konstytucyjnej. Po upadku cesarstwa powrócił do Chin.

## Skutki
Obalenie stu dni reform było politycznym samobójstwem dynastii Qing. Reformatorzy liczący na możliwość współdziałania z dworem obrócili się przeciwko niemu, zakładając na emigracji ugrupowania opozycyjne. Fiasko reform nastąpiło w momencie kulminacji procesu przekształcania się Chin w półkolonię zachodnich mocarstw, a dalsza polityka konserwatywnych elit doprowadziła wkrótce do klęski jaką było powstanie bokserów.
Dopiero sromotna klęska Chin w powstaniu bokserów dała impuls do reform w kraju. Egzaminy urzędnicze zniesiono w 1905 roku. Ponadto zmodernizowano szkolnictwo oraz wojsko wzorując się na modelu japońskim. Zrażone wcześniejszą polityką dworu społeczeństwo nie szukało już jednak porozumienia z nim. Taka sytuacja przyczyniła się znacząco do sukcesu chińskiej rewolucji z 1911 roku i obalenia monarchii.